# Верхнешкафтинский сельсовет
Верхнешкафтинский сельсовет — сельское поселение в Городищенском районе Пензенской области Российской Федерации.
Административный центр — село Верхний Шкафт.

## История
Статус и границы сельского поселения установлены Законом Пензенской области от 2 ноября 2004 года № 690-ЗПО «О границах муниципальных образований Пензенской области».
22 декабря 2010 года в соответствии с Законом Пензенской области № 1992-ЗПО в состав сельсовета включены территории упразднённого Вышелейского сельсовета.

## Население
| 2002 | 2010 | 2012 | 2013 | 2014 | 2015 | 2016 |
| ---- | ---- | ---- | ---- | ---- | ---- | ---- |
| 716  | ↘455 | ↗774 | ↘730 | ↘702 | ↘678 | ↘636 |
| 2017 | 2018 | 2021 |      |      |      |      |
| ↘627 | ↘618 | ↘550 |      |      |      |      |

## Состав сельского поселения
| № | Населённый пункт | Тип населённого пункта       | Население |
| - | ---------------- | ---------------------------- | --------- |
| 1 | Верхний Шкафт    | село, административный центр | ↘335      |
| 2 | Вышелей          | село                         | ↘359      |
| 3 | Стеклозавод      | посёлок                      | 120       |

### Упразднённые населённые пункты
1 декабря 2015 года Законом Пензенской области исключена из учётных данных административно-территориального устройства Пензенской области как фактически прекративший существование населенный пункт, в котором отсутствуют официально зарегистрированные жители, деревня Ишимка 1-я.